# D-15414
D-15414，分子式C17H17NO2，是2-苯基吲哚类非甾体药物，具有弱的雌激素效应，从未上市，也是選擇性雌激素受體調節物（SERM）秦哚昔芬（D-16726）在体内的主要代谢产物。